# Kalazantinum
A Kalazantinum a piarista rend magyarországi rendtartományának hittudományi és tanárképző intézete, valamint növendékháza.

## Története
A 19. század során az állami tanügyi hatóságok egyre inkább elvárták, hogy a katolikus iskolák szerzetestanárai is rendelkezzenek államilag elismert diplomával, ne csak a rend saját intézeteiben tanuljanak. A kérdés megoldására hozta létre a piarista rend a két Kalazantinumot, amelyekben a növendékek teológiai tanulmányaikat párhuzamosan végezhetik az egyetemi szaktanulmányokkal. A kolozsvári Kalazantinum 1894 őszén nyílt meg, egy önálló házban (Farkas utca 4.), a budapesti pedig egy évvel később 1895 őszén létesült, a budapesti piarista rendházban. A kolozsváriaknak önálló havi folyóirata is volt Kalazantinum, címmel 1893 és 1915 között jelent meg.
A kolozsvári Kalazantinum 1916-ban megszűnt, de 1922 és 1939 között a romániai piarista rendtartomány fenntartásában hasonló néven, de kisebb méretben (a piarista rendházban) újból működött.
A budapesti Kalazantinum 1916-tól az új budapesti piarista épületben (működött és 1948-ban jogilag önálló rendház lett. A kommunista diktatúra alatt 1953-ban a budapesti piarista gimnáziummal és rendházzal együtt el kellett hagynia a Váci utcai épületet és a Mikszáth Kálmán térre költöztették, a növendékek száma is korlátozott volt, de folyamatosan működött. Mint önálló hittudományi főiskola 2000-ben szűnt meg, amikor integrálódott a Sapientia Szerzetesi Hittudományi Főiskolába. Ettől kezdve csak mint a rend növendékháza, illetve tanügyi értelemben mint szakkollégium működik. 2003 tavaszán és nyarán az intézmény visszaköltözött a rend Váci utcai épületének 5. emeletére.